# Coppa Italia 1999/2000
Pohárový ročník Coppa Italia 1999/00 byl 53 ročník italského poháru. Soutěž začala 15. srpna 1999 a skončila 18. května 2000. Zúčastnilo se jí celkem 48 klubů.
Obhájce z minulého ročníku byl klub Parma AC.

## Vítěz
| Coppa Italia 1999/00 SS Lazio (3. titul) |